# De Afghaan
De Afghaan (Originele titel: The Afghan) is een boek uit 2006 van de Britse auteur Frederick Forsyth. Het boek is een fictief verhaal, geïnspireerd door de terreuraanslagen van Al Qaida, en gaat over de pogingen van deze organisatie een nieuwe grote aanslag te plegen. Deze vorgenomenen terreuraanslag zou alle eerdere aanslagen moeten overtreffen, inclusief die van 11 september 2001. Maar de CIA, MI6 en ISI proberen de aanslag door een infiltratie tijdig te verijdelen.

## Verhaal
Door toeval ondershept de ISI, de Pakistaanse inlichtingendienst, een telefoonbericht van een Al Qaida-lid met belangrijke informatie. Naar aanleiding hiervan slaagt deze dienst weliswaar erin een aantal verdachten te arresteren, maar de belangrijkste, de Egyptenaar Al-Qur, pleegt zelfmoord. Uit een in beslag genomen laptop en het gesprek leidt de ISI samen met de CIA en MI6, bijgestaan door de Korancommissie waar Dr. Terry Martin prominent lid van is, af dat Al Qaida een grote terreuraanslag voorbereidt. Ze hebben echter geen idee wat de concrete plannen zijn en zetten daarom een infiltratieplan op, Operatie Koevoet.
Mike Martin, de hoofdpersoon uit het eerdere boek De Vuist van God, zal de groep infiltreren als Izmat Khan, een talibanstrijder met wie Martin zelf vroeger tegen de Russen had gevochten. Khan haat de Amerikanen omdat zij zijn dorp hebben vernietigd met een kruisraket. In de taliban klom hij op tot divisiecommandant maar werd in november 2001 in Kunduz door de Noordelijke Alliantie gevangengenomen. Daar speelde hij tevens een rol in een opstand van talibanstrijders tegen hun Oezbeekse en Tadzjiekse cipiers. Khan werd naar Guantamo Bay gebracht, waar hij 5 jaar lang weigerde te spreken. Martin is zelf deels van Indiase afkomst, spreekt Arabisch en een beetje Pathaans, en zou voor Khan kunnen doorgaan. Terwijl de echte Khan naar de staat Washington wordt gebracht wordt Martin in vermomming aan Afghanistan uitgeleverd, vanwaar hij "ontsnapt". De echte Izzat Khan weet te ontsnappen uit zijn gevangenis in Washington bij een bizar (en volgens veel critici onrealistisch) ongeluk. Khan weet na een achtervolging Canada te bereiken waar hij probeert Al Qaida te waarschuwen, maar wordt vanaf de Amerikaanse kant van de grens door een sluipschutter doodgeschoten.
Van Afghanistan reist Martin naar Pakistan, waar hij contact zoekt met Al Qaida. Hij wordt naar een safehouse in de Verenigde Arabische Emiraten gebracht waar hij gescreend wordt. Deze test doorstaat hij en Al Qaida is vereerd met het toetreden van een "held uit de oorlog in Afghanistan". Sterker nog, als 15-jarige had (de echte) Khan zelfs Osama bin Laden ontmoet, die zich de ontmoeting herinnert en hem laat meedoen aan de geplande grote aanslag.
In de Indonesisch-Filipijnse kustwateren hebben piraten, gelieerd aan Al Qaida en Abu Sayyaf twee tankers gekaapt. Een tanker wordt "vermomd" als de tweede tanker terwijl de tweede tanker tot zinken wordt gebracht. Martin wordt via Karachi en Borneo naar de tanker gebracht in de Filipijnse wateren, en de tanker vertrekt met onbekende bestemming.
De westerse landen, discreet gealarmeerd door Martin, gaan over tot het bewaken van de kustwateren en het controleren van schepen. Ze vermoeden dat Al Qaida ofwel een tanker in een nauwe zeestraat tot zinken willen brengen om zo de economie te verstoren, ofwel een lpg-tanker in een dichtbevolkte havenstad tot ontploffing wil brengen. Een ontploffing van duizenden tonnen lpg zou in een dichtbevolkte havenstad tienduizenden slachtoffers kunnen maken en even verwoestend zijn als een kleine kernbom. Er blijkt inderdaad een gekaapte lpg-tanker naar Miami onderweg, maar deze wordt tijdig onderschept.
De tanker waar Martin zich bevindt bereikt uiteindelijk het centrale deel van de noordelijke Atlantische Oceaan, waar zich de Queen Mary 2 bevindt. Dit enorme cruiseschip met ruim 4,000 passagiers huisvest op dat moment de G8-top, die plaatsvindt tijdens een meerdaagse overtocht naar Southampton. Martin realiseert zich nu dat de tanker eveneens met lpg is geladen en dat Al Qaida hem bij de Queen Mary tot ontploffing wil brengen zodat 4000 personen waaronder een aantal regeringsleiders van de G8 zullen omkomen. Martin weet de terroristische daad te verijdelen maar komt hierbij zelf om het leven.